# Calceolaria rhododendroides
Calceolaria rhododendroides är en toffelblomsväxtart som beskrevs av Kränzl.. Calceolaria rhododendroides ingår i släktet toffelblommor, och familjen toffelblomsväxter. Inga underarter finns listade i Catalogue of Life.